# Suore carmelitane di Santa Teresa (Torino)

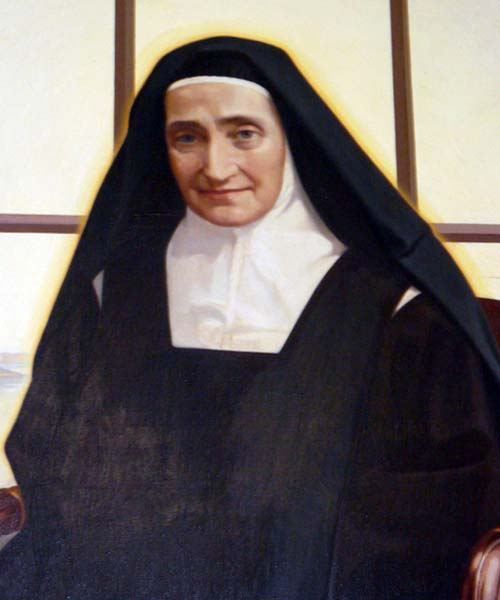
Maria degli Angeli Operti, fondatrice della congregazione.

Le Suore Carmelitane di Santa Teresa sono un istituto religioso femminile di diritto pontificio: le suore di questa congregazione pospongono al loro nome la sigla S.T.

## Storia
La congregazione fu fondata a Marene il 6 luglio 1894 da Giuseppina Operti (1871-1949), in religione suor Maria degli Angeli.
Le suore si divisero presto in due rami: uno contemplativo, con sede a Marene, e uno di vita attiva, con sede a Torino, canonicamente eretto il 19 marzo 1914, che assorbì anche le piccole comunità di terziarie carmelitane di Milano (1907) e Mondovì (1931).
La congregazione, aggregata all'Ordine dei Carmelitani Scalzi dal 20 febbraio 1925, ricevette il pontificio decreto di lode il 14 febbraio 1934 e l'approvazione definitiva della Santa Sede il 17 giugno 1941.

## Attività e diffusione
L'apostolato delle suore è aperto a tutte le necessità, materiali e spirituali, del prossimo; secondo lo spirito del Carmelo teresiano, le suore si dedicano anche alla preghiera contemplativa.
Oltre che in Italia, le religiose sono presenti in Repubblica Centrafricana, Madagascar, Romania; la sede generalizia è a Torino.
Alla fine del 2008 la congregazione contava 298 religiose in 34 case.